# Sommerhusreglen
Sommerhusreglen er en betegnelse for den bestemmelse i erhvervelsesloven, forhindrer udenlandske statsborgere og danske statsborgere, der ikke har boet i Danmark i mindst fem år, i at købe sommerhus og anden fast ejendom her i landet. Reglen blev indført i forbindelse med Danmarks indtræden i EF.